# Drumul din fața fermei Saint-Simeon în timpul iernii
Drumul din fața fermei Saint-Simeon în timpul iernii este o pictură în ulei pe pânză, un peisaj de iarnă, pictat în 1867 de pictorul impresionist francez Claude Monet. Pictura înfățișează un drum acoperit de zăpadă în fața unui hambar, cu urme de căruță de cai și diverse urme de pași în zăpadă. Pictura este una dintre cele patru lucrări conexe din iarna anului 1867 și reprezintă cea mai timpurie serie a lui Monet. Acestea includ această lucrare, urmată de Drumul spre fermă, Saint-Siméon, Honfleur și O căruță pe drumul înzăpezit de la Honfleur.

## Serie

Drumul de la ferma Saint-Siméon pe timp de iarnă
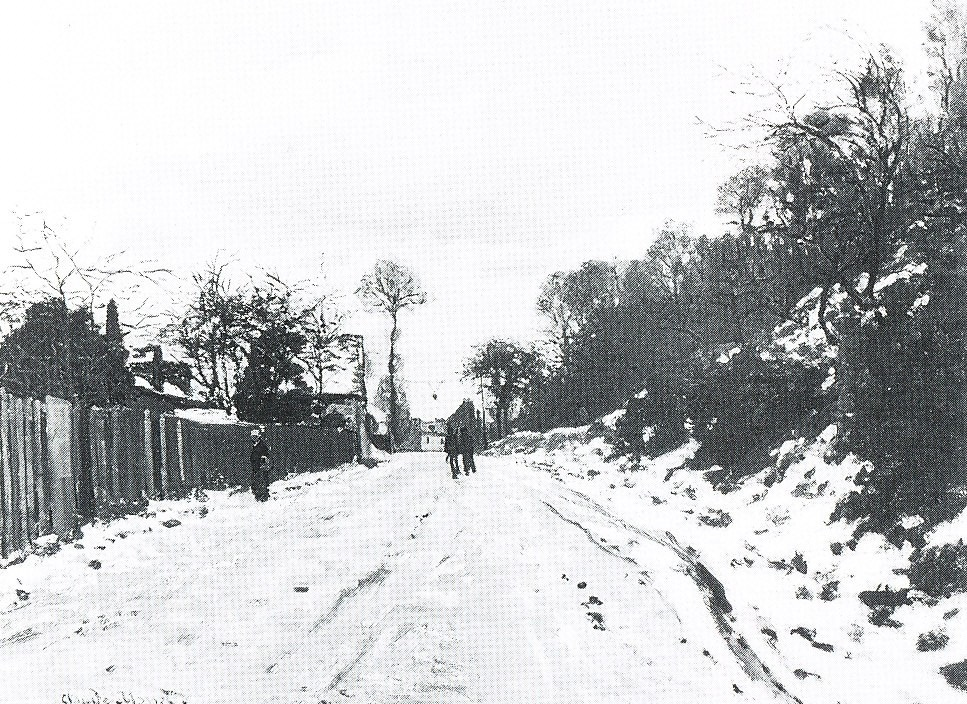
Drumul înzăpezit de la Honfleur